# Esmerdòmenes
Esmerdòmenes (en llatí: Smerdomenes, en grec antic: Σμερδομένης) fill d'Otanes, era un dels generals perses que va tenir el comandament suprem de les forces del rei Xerxes I de Pèrsia en la seva invasió de Grècia. L'esmenta Heròdot.